# Jaime Mulet
Jaime Francisco Mulet Martínez (Vallenar; 3 de agosto de 1963) es un abogado y político chileno, diputado por el Distrito N.º 4 de la Región de Atacama.
Desde el 2017 es militante del partido Federación Regionalista Verde Social (FREVS), del cual ejerció la presidencia hasta 2022. Anteriormente fue militante del Partido Demócrata Cristiano (PDC) hasta su renuncia en 2008, y luego del Partido Regionalista de los Independientes (PRI) hasta 2010. Fue diputado por la Región de Atacama entre 1998 y 2010. En 2017 es electo diputado para el periodo 2018-2022 y es reelecto en 2021 para el periodo 2022-2026.
Jaime Mulet fue elegido como precandidato presidencial por parte de la Federación Regionalista Verde Social (FRVS o FREVS) en enero del 2025.

## Biografía
Nació el 3 de agosto de 1963. Es hijo de Juan Gaspar Mulet Bou y de Carlota Elba Martínez Franco. Está casado con Flavia Oscarina Torrealba Díaz y son padres de tres hijas y dos hijos.

### Estudios y vida laboral
Realizó sus estudios primarios en la Escuela San Francisco de Vallenar y los secundarios en el Liceo A N.º 7 "Pedro Troncoso Machuca" de Vallenar y en el Internado Nacional Barros Arana (INBA) de Santiago. Ingresó a la Facultad de Derecho de la Pontificia Universidad Católica de Chile, titulándose de abogado en 1988.
Para obtener el grado de Licenciado en Derecho, elaboró la tesis titulada: Modificaciones introducidas por la Constitución de 1980 en los requisitos, prohibiciones y privilegios de los parlamentarios. Se tituló de abogado el 28 de marzo de 1988.
Entre los años 2014 y 2016, cursó un magíster en Administración de Empresas - MBA, en la Universidad Alberto Hurtado (UAH), Santiago.
A partir de 1983, se desempeña como suplente del oficial segundo en el 26.° Juzgado Civil de Santiago, dónde se mantuvo hasta 1985. Asimismo, realiza funciones de procurador en forma independiente, entre 1985 a 1986.
Desde el año 1988, ejerce su profesión en la ciudad de Vallenar. Entre 1988 y 1990, fue abogado delegado de la Defensa Fiscal de Alcoholes de la misma ciudad. Asimismo, efectuó asesorías a empresas y entidades gremiales y sindicales de la Provincia de Huasco y en la Región de Atacama.
Entre los años 2010 y 2018, se radica en Vallenar, donde desempeña el ejercicio libre de su profesión de abogado.

## Carrera política
En 1980, a sus 17 años de edad, ingresa al Partido Demócrata Cristiano (PDC).
Entre esta fecha y 1985 fue dirigente en su casa de estudios: delegado de curso, candidato a presidente del Centro de Alumnos de la Escuela de Derecho y miembro del Claustro Pleno. Una vez titulado, regresó a la Provincia de Huasco y participó como miembro del Comité de Elecciones Libres y del Comando por la opción NO para el plebiscito de 1988.
En 1990, ocupó el cargo de Secretario Regional Ministerial de Justicia de la Tercera Región, bajo el Gobierno del presidente Patricio Aylwin Azócar, donde se mantuvo hasta 1992.
Entre 1987 a 1990, fue consejero provincial de su partido en Huasco. Entre 1991 y 1997, fue presidente provincial y jefe provincial de la campaña presidencial de Eduardo Frei Ruiz-Tagle. En 1997, asumió como presidente regional y en 1999, como consejero nacional de las regiones de Atacama y Coquimbo.
En 2007, su partido lo eligió presidente de la Región de Atacama e integró el Consejo Nacional. Al año siguiente, renunció a la DC, pasando a ser diputado independiente por lo que integró la Bancada Independiente de la Cámara.

### Diputado (1998-2010)

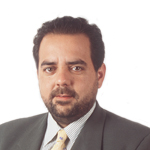
Fotografía oficial de Jaime Mulet como diputado de la República en 1998.

En 1997 fue elegido diputado por el distrito N.º 6 correspondiente a las comunas de Alto del Carmen, Caldera, Freirina, Huasco, Tierra Amarilla y Vallenar en la Región de Atacama para el período 1998-2002. En 2001 y 2005 es reelecto por el mismo Distrito para los períodos 2002-2006 y 2006-2010 respectivamente. Dentro de su partido formaba parte del sector conocido como de los «colorines» —en referencia a su líder Adolfo Zaldívar—, quienes renunciaron al PDC en enero de 2008.
Junto con Zaldívar, emigró al Partido Regionalista de los Independientes (PRI), del cual fue presidente. En abril de 2010, Mulet fue expulsado del partido, debido al apoyo que entregó a Eduardo Frei Ruiz-Tagle durante la segunda vuelta presidencial de 2010.
Para las elecciones de diciembre de 2009, decidió no repostularse a la Cámara y buscar un cupo en el Senado, en representación del Partido Regionalista de las Independientes, por la Región de Atacama dentro del pacto Chile Limpio, Vote Feliz. Obtuvo 18.580 votos, equivalente al 17,64% del total de los sufragios, sin embargo, no resultó elegido.
En 2013 buscó regresar al parlamento, presentándose como candidato independiente de la lista Si tú quieres, Chile cambia que apoyaba al candidato presidencial Marco Enríquez-Ominami. A fines de 2015 funda el partido Frente Regional y Popular (FREP), del cual es su primer presidente.

### Diputado (2018-Actualidad)
En las elecciones parlamentarias de 2017 resultó elegido diputado por el distrito N.° 4, correspondiente a las comunas de Alto del Carmen, Caldera, Chañaral, Copiapó, Diego de Almagro, Freirina, Huasco, Tierra Amarilla y Vallenar, para el periodo 2018-2022. Obtuvo 9.393 votos, equivalentes al 9,32% del total de los sufragios válidamente emitidos en el distrito.
Fue primer vicepresidente de la Cámara de Diputados desde el 11 de marzo de 2018 al 19 de marzo de 2019, durante la presidencia de la diputada Maya Fernández Allende y la segunda vicepresidencia del diputado Mario Venegas Cárdenas.
Es Integrante de las comisiones permanentes de Obras Públicas, Transportes y Telecomunicaciones; Deportes y Recreación; y de Régimen Interno y Administración. Miembro de las comisiones especiales investigadoras sobre Buses de transporte interurbanos y plantas de revisión técnica que certifican a esos vehículos; y sobre Acciones de organismos públicos en implementación de nuevos medidores inteligentes.
Perteneció al Comité parlamentario Mixto Humanista - Federación Regionalista Verde Social - Ecologista Verde – Independientes.
Mulet fue investigado por la Fiscalía de Copiapó por un supuesto delito de cohecho pasivo, junto a dos abogados, junto a quienes habría logrado que la minera Candelaria, de capitales canadienses, pagara a la Municipalidad de Tierra Amarilla cerca de 40 millones de dólares a cambio que el entonces alcalde Osvaldo Delgado desistiera de un juicio ambiental. Mulet declaró siempre ser totalmente inocente. El 2021  inscrito como candidato a diputado para las elecciones parlamentarias de 2021, el 20 de septiembre Mulet anunció el abandono de la candidatura debido a la investigación. Su partido le entrega todo el respaldo y le pide que persevera no obtstante que el candidato presidencial de su coalición, Gabriel Boric, le restó su apoyo, Mulet continuó con su campaña. Finalmente, el diputado logró salir en primer lugar en la lista de la coalición y su reelección en los comicios del 21 de noviembre.El año 2022 la Fiscalía de Copiapó pretende del desafuero de Mulet el que fue rechazado por la Corte de Copiapó , lo que fue ratificado por la Corte Suprema y el Tribunal Constitucional. Mulet fue sobreseído total definitivamente (12).  

## Historial electoral
| Año  | Tipo                     | Territorio          | Pacto                          | Partido | Votos  | %     | Resultado          |
| ---- | ------------------------ | ------------------- | ------------------------------ | ------- | ------ | ----- | ------------------ |
| 1997 | Parlamentarias           | 6.º distrito        | Concertación por la Democracia | PDC     | 12 012 | 30.85 | Diputado           |
| 2001 | Parlamentarias           | 6.º distrito        | Concertación por la Democracia | PDC     | 17 378 | 42.38 | Diputado           |
| 2005 | Parlamentarias           | 6.º distrito        | Concertación por la Democracia | PDC     | 16 124 | 36.82 | Diputado           |
| 2009 | Parlamentarias           | 3.ª circunscripción | Chile Limpio. Vote Feliz       | PRI     | 18 580 | 17.64 | No electo senador  |
| 2013 | Parlamentarias           | 6.º distrito        | Si tú quieres, Chile cambia    | ILI     | 7364   | 19.34 | No electo diputado |
| 2017 | Parlamentarias           | 4.º distrito        | Coalición Regionalista Verde   | FREVS   | 9437   | 10.1  | Diputado           |
| 2021 | Parlamentarias           | 4.º distrito        | Apruebo Dignidad               | FREVS   | 8068   | 8.17  | Diputado           |
| 2025 | Primarias presidenciales | Chile               | Unidad por Chile               | FREVS   | 37 659 | 2.74  | No electo          |